# Juan Andrés de la Maza
Juan Andrés de la Maza Larraín (Santiago, 10 de febrero de 1964) es un marino en retiro chileno, que se desempeñó como comandante en jefe de la Armada de Chile desde 2021 hasta 2025

## Familia y estudios
Hijo de Andrés de la Maza Lavandero y de María Angélica Larraín Mira. Se casó con María Teresa Vergara Peñafiel, con quien tiene cuatro hijos.
Cursó sus estudios en el Colegio de La Salle en Temuco. Ingresó a la Escuela Naval, institución de la que salió con el grado de guardiamarina el 1 de enero de 1986.

## Carrera naval
Es especialista en Artillería y Misiles y Estado Mayor. Posee el título profesional de Ingeniero en Armas con mención en Artillería y Misiles, Diplomado en Alta Dirección y Magíster en Ciencias Navales y Marítimas. Es graduado de la Academia de Guerra Naval de Chile y de la Escuela de Guerra Naval Argentina. Además tiene el título de Profesor Militar de Academia en la asignatura de "Logística".
Fue Comandante de la lancha de Servicio General "Quidora", el remolcador de Flota "Galvarino", el transporte "Aquiles" y el buque escuela Esmeralda.
En 2019 asume como comandante en jefe de la Primera Zona Naval, comandante general de la Guarnición Naval de Valparaíso y juez naval de la Primera Zona Naval.
Es designado comandante en jefe de la Armada por el presidente Sebastián Piñera, asumiendo el cargo, con el grado de almirante, el 18 de junio de 2021.

### Antecedentes militares
- 1980: Cadete de la Escuela Naval Arturo Prat
- 1986: Guardiamarina
- 1987: Subteniente
- 1990: Teniente 2.º
- 1995: Teniente 1.º
- 2001: Capitán de corbeta
- 2006: Capitán de fragata
- 2011: Capitán de navío
- 2017: Contralmirante
- 2020: Vicealmirante
- 2021: Almirante

## Medallas y condecoraciones
- Condecoración Presidente de la República (Collar de la Gran Cruz)
- Condecoración Presidente de la República (Gran Oficial)
- Estrella Militar de las Fuerzas Armadas (Gran Estrella Al Mérito Militar) (30 años)
- Estrella Militar de las Fuerzas Armadas  (Estrella Al Mérito Militar) (20 años)
- Estrella Militar de las Fuerzas Armadas (Estrella Militar) (10 años)
- Minerva (Academia de Guerra Naval)
- Diosa Minerva (Profesor Militar de Academia)
- Legión al Mérito (Comandante), EE. UU.
- Orden del Mérito Naval (Gran Oficial), Brasil
- Cruz del Mérito Naval (Gran Cruz), España